# Lake Tyrrell

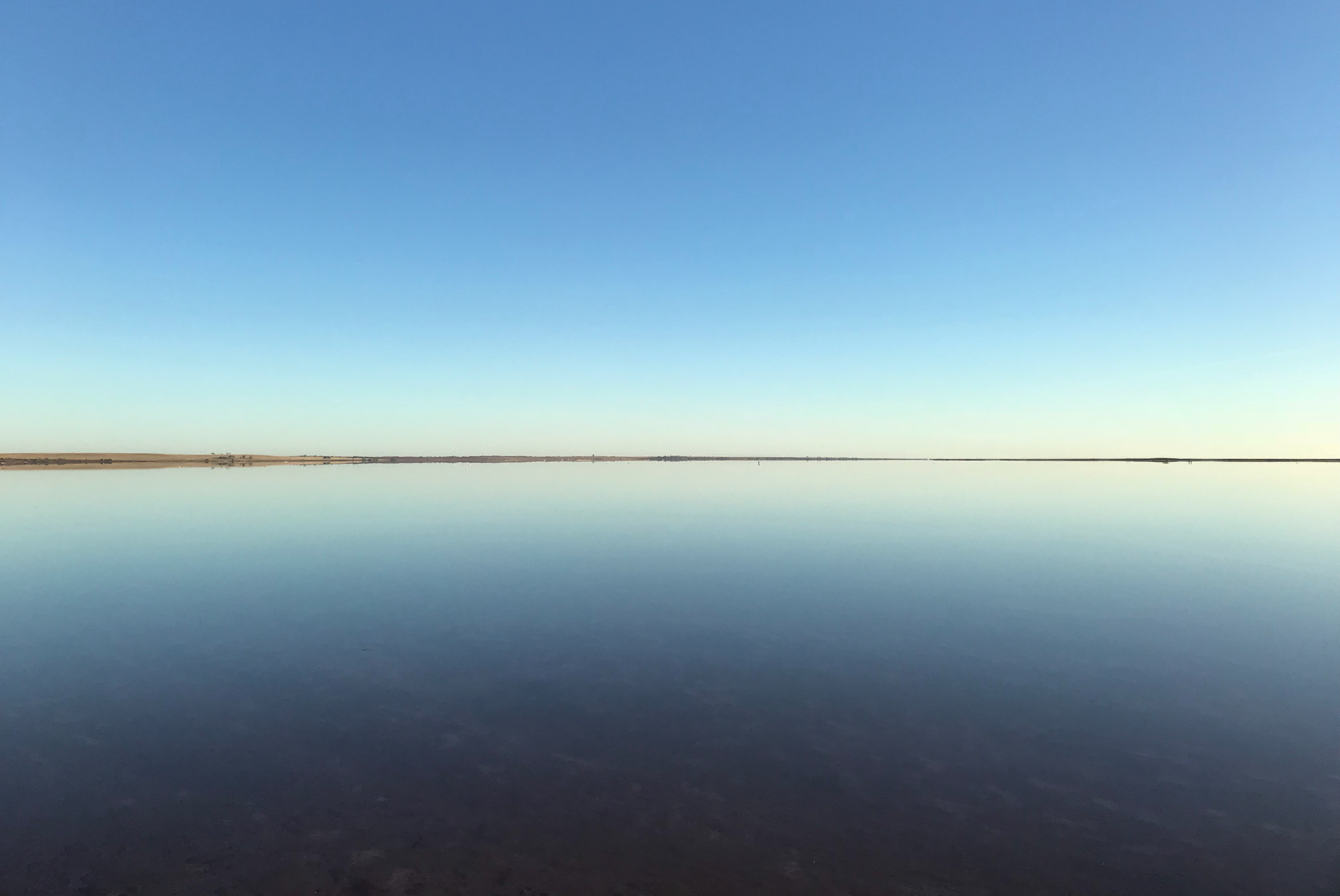
Lake Tyrrell mit spiegelglatter Oberfläche

Lake Tyrrell (auch als Lake Tyrrell Wildlife Reserve bekannt) ist eine flache, salzverkrustete Senke im Mallee-Distrikt, gelegen im Nordwesten des australischen Bundesstaates Victoria.
Der Name „Tyrrell“ leitet sich von der Bezeichnung der dort ansässigen Wergaia für „Himmel“ ab, da der zu dieser Aborigines-Gruppe gehörende Boorong-Clan in der Region für sein Interesse an Sternenkunde bekannt ist – siehe Hamacher & Frew (2010), S. 1: Die Boorong mit ihren astronomischen Traditionen erzählten viele Geschichten mit Bezug auf die Sternbilder am Nachthimmel.
Mitte der 2010er Jahre wurde der See zu einem Mekka für Touristen, insbesondere aus China.
Er ist ein beliebtes Ziel für Fotografen und Nutzer sozialer Medien, die im Winter gerne Fotos von der spiegelglatten Oberfläche des Sees machen, wenn das Grundwasser an die Oberfläche sickert und die Zuflüsse aus dem Gebiet des Systems Avoca River/Tyrrell Creek eintreffen. Während der See die meiste Zeit trocken ist, ist er im Winter in der Regel 5 cm mit Wasser bedeckt.

## Örtlichkeit und Besonderheiten
Der See bedeckt eine Fläche von etwa 20.860 ha (Hektar), was ihn zum größten Salzsee Victorias macht.
Der See liegt 45 m über dem Meeresspiegel, die höchste Erhebung in der Umgebung mit 61 m liegt im Nordwesten des Sees. Er befindet sich 6 km nördlich der Stadt Sea Lake und 314 km nordwestlich von Melbourne.
Das Klima ist kalt und trocken. Die Durchschnittstemperatur beträgt 19 °C. Der wärmste Monat ist der Januar mit 30 °C, der kälteste der Juni mit 8 °C. Die durchschnittliche Niederschlagsmenge beträgt 294 Millimeter pro Jahr; der feuchteste Monat ist der Februar mit 43 Millimeter Regen und der trockenste der Januar mit 11 Millimetern. Durch Verdunstung bildet sich auf dem Seegrund eine Salzkruste. In trockenen Zeiten kann man den See an Stellen betreten, an denen das Salz eine feste Oberfläche gebildet hat.
Das Salz der Salzkruste wird von Cheetham Salt Limited in Sea Lake abgebaut.

## Ökologie

### Flora und Fauna
Die Umgebung des Sees beherbergt Mallee-typische Reptilien, Kängurus, Emus und den insektenfressenden Kurzschwanz-Trugschmätzer (Epthianura albifrons, engl. White-fronted chat) aus der Familie der Honigfresser (Meliphagidae).
Tausende von Möwen brüten auf kleinen Inseln im See. Die umliegende Vegetation besteht aus Salzbusch (engl. saltbush, bezeichnet gewöhnlich Arten der Gattung Melden, wiss. Atriplex) sowie Sumpfkraut (engl. samphire, Bezeichnung für eine Reihe von sukkulenten, salztoleranten Pflanzen (Halophyten), die häufig in solchen Gewässern vorkommen). Diese Vegetation beherbergt eine Vielzahl von Tieren.

### Mikroben und Viren
Als Salzsee beherbergt der Lake Tyrrell eine Reihe von halophilen Archaeen, die ihn zum Gegenstand eingehender Untersuchungen machen; wegen der schweren Kultivierbarkeit dieser Organismen stammen allerdings viele Informationen aus der Metagenomik. Gefunden wurden insbesondere Vertreter von Haloarchaeen (Haloquadratum walsbyi, zusammen mit Chlorophyten der Art Dunaliella cf. salina; Haloarcula marismortui, Natronomonas pharaonis) und von Nanohaloarchaeen (nanohalophilen Archaeen: Nanohaloarchaea wie Ca. Nanosalina sp. J07AB43 und Ca. Nanosalinarum sp. J07AB56, beide sequenziert; evtl. auch Nanohaloarchaeota). An Protisten beherbergt der Lake Tyrrell neben der erwähnten Dunaliella-Art auch Alphamonas edax (Alveolata, früher Colpodella edax oder Bodo edax). Unter den Bakterien befindet sich beispielsweise Salinibacter ruber (Bacteroidetes)
Joanne B. Emerson et al. veröffentlichten im Jahr 2012 eine Studie, in der die Interaktion von Viren mit ihnen Bakterien- und Archaeen-Wirten sowie die CRISPR-Dynamik im Lake Tyrrell untersucht wird, und die im Jahr 2013 nochmals vertieft wurde.

## Ethnokulturelle Region
Im Osten enthält die der Halbbogen um den See (Lünette) bedeutende Zahl an Aborigines.

## Entstehung
Der See ist sehr alt und entstand wahrscheinlich durch Sand, der den Durchfluss des Tyrrell Creek in den Avoca River blockierte.
Vor etwa 120.000 Jahren war der Lake Tyrrell etwa 13 m tief und hatte noch einen geringen Salzgehalt. In der Folgezeit sank der Wasserspiegel aufgrund klimatischer Veränderungen, was zu Zyklen von Austrocknung und teilweiser Wiederauffüllung führte.
Im Jahr 1838 war der Entdecker Edward Eyre der erste Nicht-Indigene, der den Tyrrell-See auf der Suche nach neuem Weideland dokumentierte.

## Aktivitäten zur Freizeitgestaltung
Jedes Jahr am langen Wochenende um den Geburtstag der Königin (Queen's Official Birthday) findet auf dem See die „Mallee-Rally“ statt, die einst Teil der australischen Offroad-Meisterschaft war und seit kurzem der Australian Off Road Racing Series ist.
Auf der See-Seite, in einer Entfernung von etwa 7–8 km von Sea Lake, befindet sich eine Aussichts- und Astronomieplattform, erbaut in den späten 1990er Jahren.

## Fotogalerie

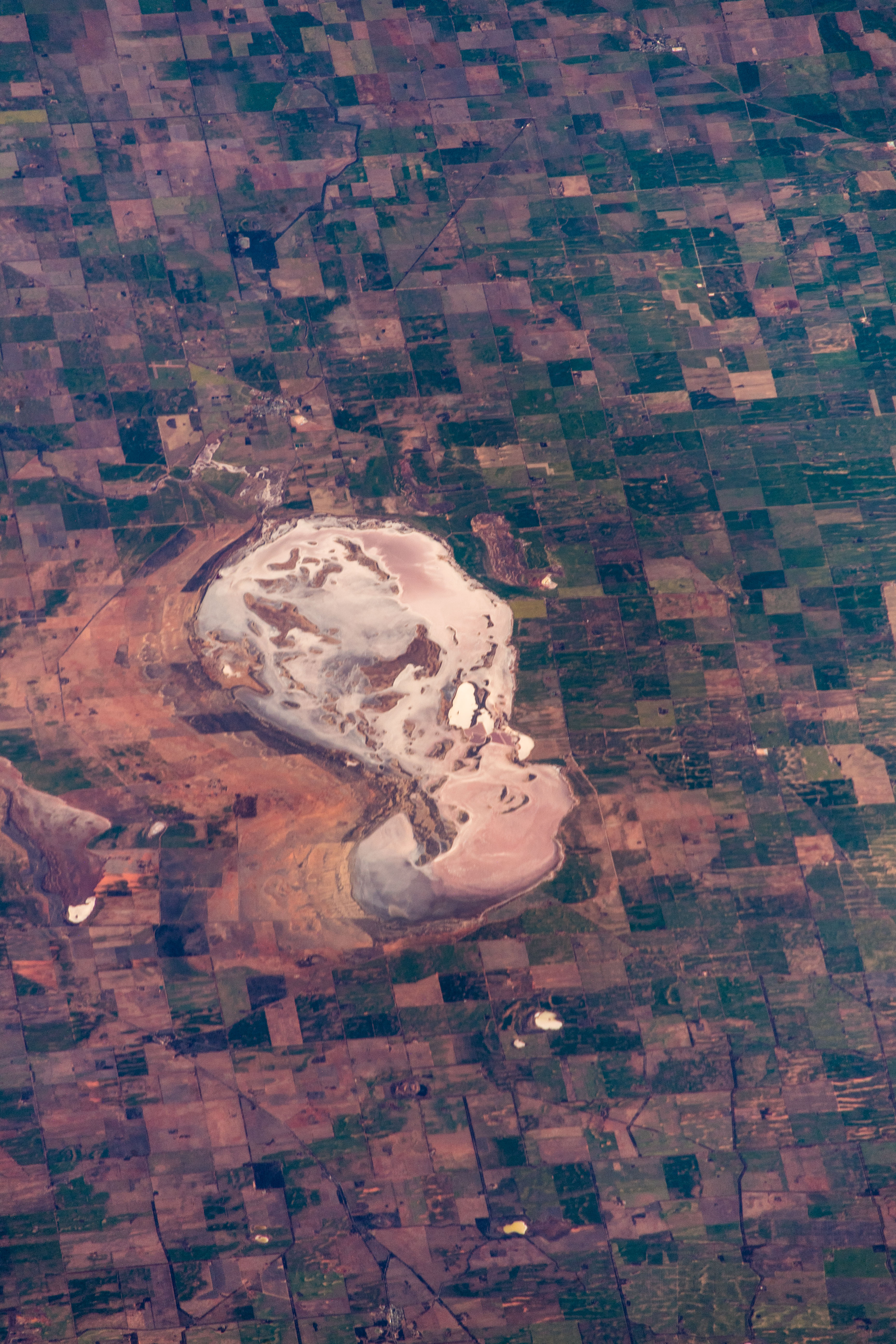
Satellitenfoto  von 2018
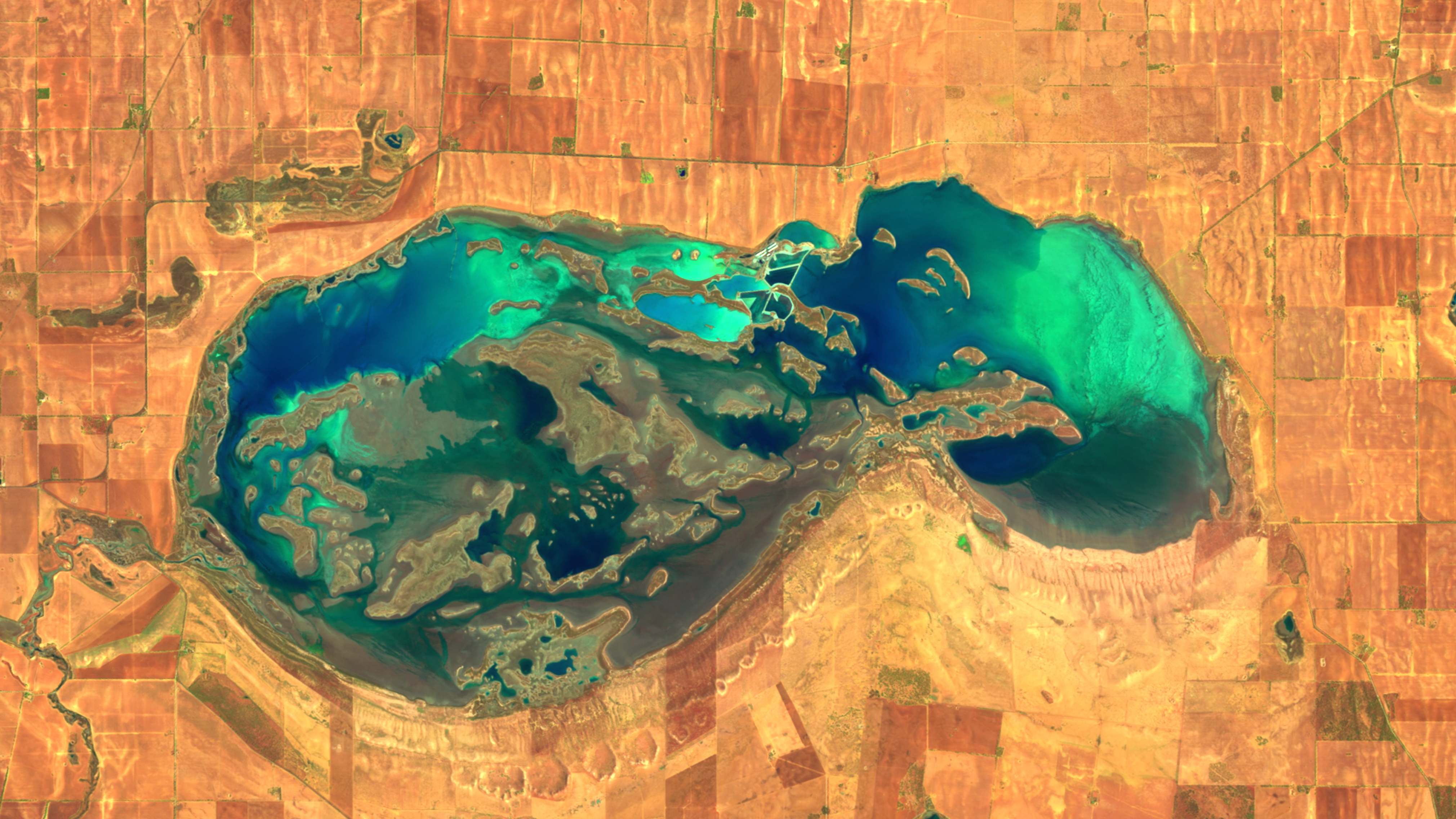
Satellitenfoto vom 14. Mai 2019 (modifiz. Copernicus Sentinel)
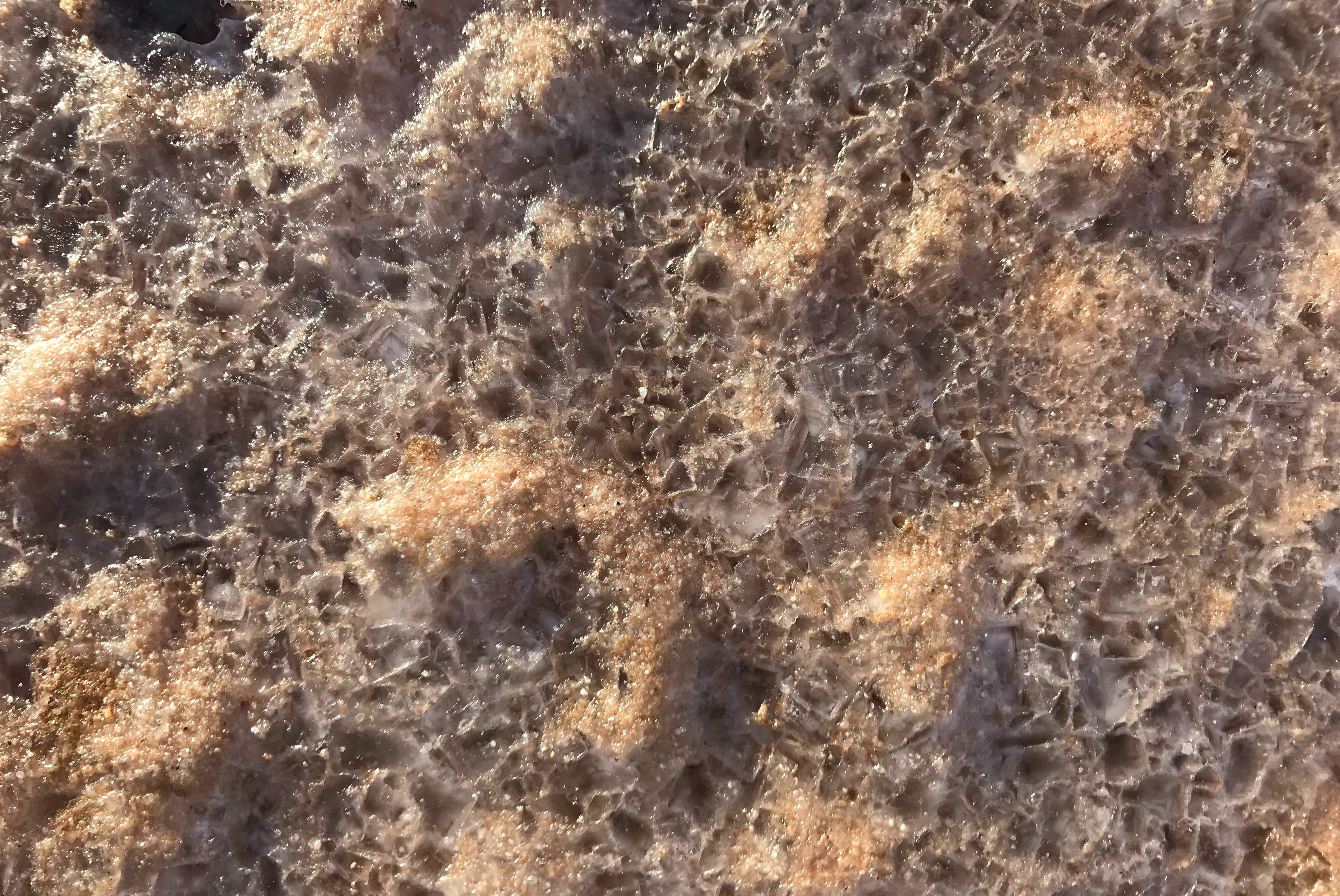
Der feste Salzboden des Lake Tyrrell
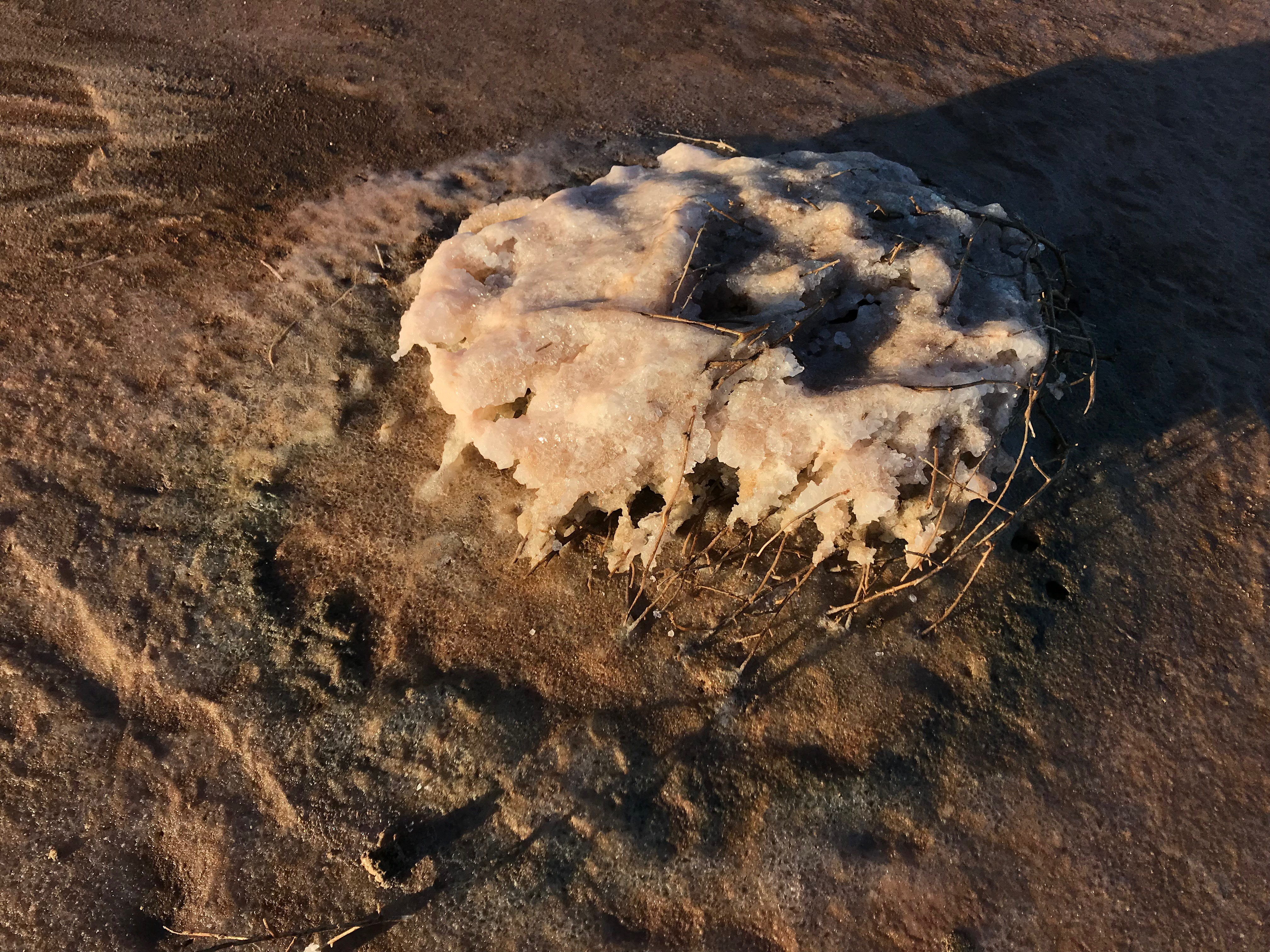
Salzkruste am Lake Tyrrell